# Registre felí
Un registre felí és una organització que registra gats domèstics (generalment de pura sang) de moltes races amb vista a la seva exposició i al control del seu llinatge. Un registre felí documenta el pedigrí dels gats, el nom dels centres de cria i altres detalls sobre els gats; els llibres de sementals (llistes de sementals autoritzats de races reconegudes), descripcions de races i els estàndards de raça formals (o estàndards de punts); llistes de jutges qualificats per jutjar exposicions gestionades pel registre o entitats afins i, de vegades, altres informacions. Un registre felí no és el mateix que un club de raça o una associació de raça, que són entitats centrades en una sola raça que poden estar afiliades a un o diversos registres en els quals han dipositat estàndards de races per poder celebrar exposicions sota els seus auspicis. Cada registre felí té les seves pròpies regles i, en general, organitza o aprova exposicions felines. Els procediments de les exposicions varien molt i els premis atorgats per un registre no solen ser reconeguts pels altres. Alguns registres només treballen amb criadors, mentre que d'altres estan orientats a les persones que tenen gats com a animals de companyia i ofereixen subscripcions individuals i per a centres de cria, i encara d'altres són federacions que només treballen amb clubs de cria o altres registres, fent d'intermediaris entre l'organització i els criadors.